# Фарфалле
Фарфа́лле (итал. farfalle — бабочки) — макаронные изделия в форме бабочек, изготавливаемые из твёрдых сортов пшеницы. 
Фарфалле были придуманы в XVI веке в Ломбардии и Эмилии-Романья на севере Италии. 
По форме фарфалле относятся к фигурной пасте и представляют собой квадратики теста, защипленные посередине. Благодаря различной толщине теста — в середине более толстой и более тонкой по краям, завоевали популярность среди другой пасты. Фарфалле за оригинальную форму особенно любят дети. 
Существуют разновидности — фарфалле́тте или фарфалли́ни, которые отличаются меньшим размером.
Фарфалле благодаря гладкой текстуре прекрасно сочетаются с лёгкими соусами на основе овощей. 
Используются в приготовлении различных салатов из пасты, а также прекрасно сочетаются как с традиционными (томатным, сырным, сливочным), так и с нестандартными соусами. Фарфалле сочетаются со всеми продуктами: мясом, рыбой, овощами, сыром и т. д.; наиболее часто готовят с курицей.
В дополнение к типичному цвету, как и для любой другой пасты, фарфалле производятся различных цветов путём добавления других ингредиентов в тесто, которые также влияют на вкус, например, свёкла для красного, шпинат для зелёного и чернила каракатицы для чёрного цвета.
Они часто продаются в смеси цветов флага Италии.

## Приготовление
Способ приготовления не отличается от приготовления любых других макарон. Сначала подсоленную воду доводят до кипения, затем добавляют фарфалле и варят до готовности. Они должны стать помягче, оставшись слегка твёрдыми. На 100 граммов пасты потребуется 1 л воды и 7—10 граммов соли. Рекомендуется использовать чуть больше воды, чтобы мешать меньше. Варить фарфалле желательно столько, сколько указано на упаковке.